# Sulice
Sulice är en ort i Tjeckien.   Den ligger i regionen Mellersta Böhmen, i den centrala delen av landet, 20 km sydost om huvudstaden Prag. Sulice ligger 441 meter över havet och antalet invånare är 973.
Terrängen runt Sulice är platt åt nordost, men åt sydväst är den kuperad. Sulice ligger uppe på en höjd. Runt Sulice är det ganska tätbefolkat, med 108 invånare per kvadratkilometer. Närmaste större samhälle är Žižkov, 19,1 km norr om Sulice. I omgivningarna runt Sulice växer i huvudsak blandskog.